# Château de Touvre
Le château de Touvre était situé sur la commune de Touvre, en Charente, à huit kilomètres à l'est d'Angoulême. Dominant les sources de la Touvre depuis un éperon rocheux avec l'église Sainte-Madeleine, seuls quelques vestiges en subsistent.

## Historique
Vers 1050 ou 1049, l'évêque d'Angoulême Guillaume Taillefer, seigneur de Magnac et de Touvre et frère de Foulques, comte d'Angoulême, construit le château de Touvre, pour se défendre contre son frère.
La guerre se termine par des concessions mutuelles, et à la mort de Guillaume, le château revient aux comtes d'Angoulême. Par contre, les évêques d'Angoulême continuent à avoir des droits féodaux et portent le titre de « barons de Touvre » jusqu'à la Révolution.
Lors de la guerre de Cent Ans, le château est occupé par les Anglais, puis le comte Aymard d'Angoulême reprend la forteresse lors du départ de Richard Cœur de Lion, duc d'Aquitaine et roi d'Angleterre. Puis Isabelle d'Angoulême étant reine d'Angleterre, le château revient à son mari Jean sans Terre. En 1317, le comté d'Angoulême est annexé à la couronne de France, donc le château de Touvre. Mais à la suite du traité de Brétigny en 1360, le château revient à nouveau aux Anglais, qui l'abandonnent en 1387. Le maréchal Louis de Sancerre ordonne alors son démantèlement. 
Sur la fin du règne de Louis XIV, le gouvernement en difficulté financière vend le château de Touvre à Guillaume Deval, seigneur de la Lèche. Les Deval deviennent alors aussi seigneurs de Touvre, et adoptent un blason,.
En 1722, des pierres sont enlevées (51 charretées) et servi à la construction d'une grange de la proche métairie du Groc, et à la requête de Jean Deval, seigneur de Touvre, un procès-verbal est dressé contre Jean de Lémerie, écuyer, seigneur du Breuil.
En 1764, Jean Caminade de Chatenet, avocat du roi au siège de Cognac, acquiert le château mais doit le rétrocéder en 1779 au comte d'Artois.
Au XIXe siècle, l'abbé Michon nous décrit encore les restes visibles du château ruiné : une plate-forme recouverte d'un vignoble, soutenue par un mur qui s'élève en glacis, flanqué de deux bastions, l'un au sud-est, l'autre au milieu d'un des côtés de l'enceinte polygonale. Mur et bastions sont en pierres taillées régulières et fortement cimentées.
Contrairement à une légende, le régicide François Ravaillac n'a jamais habité dans ce château, car il a vécu deux siècles après son démantèlement, et sa famille résidait dans la cité d'Angoulême.
En 2018, les vestiges du château ne sont ni inscrits, ni classés monuments historiques.

## Architecture

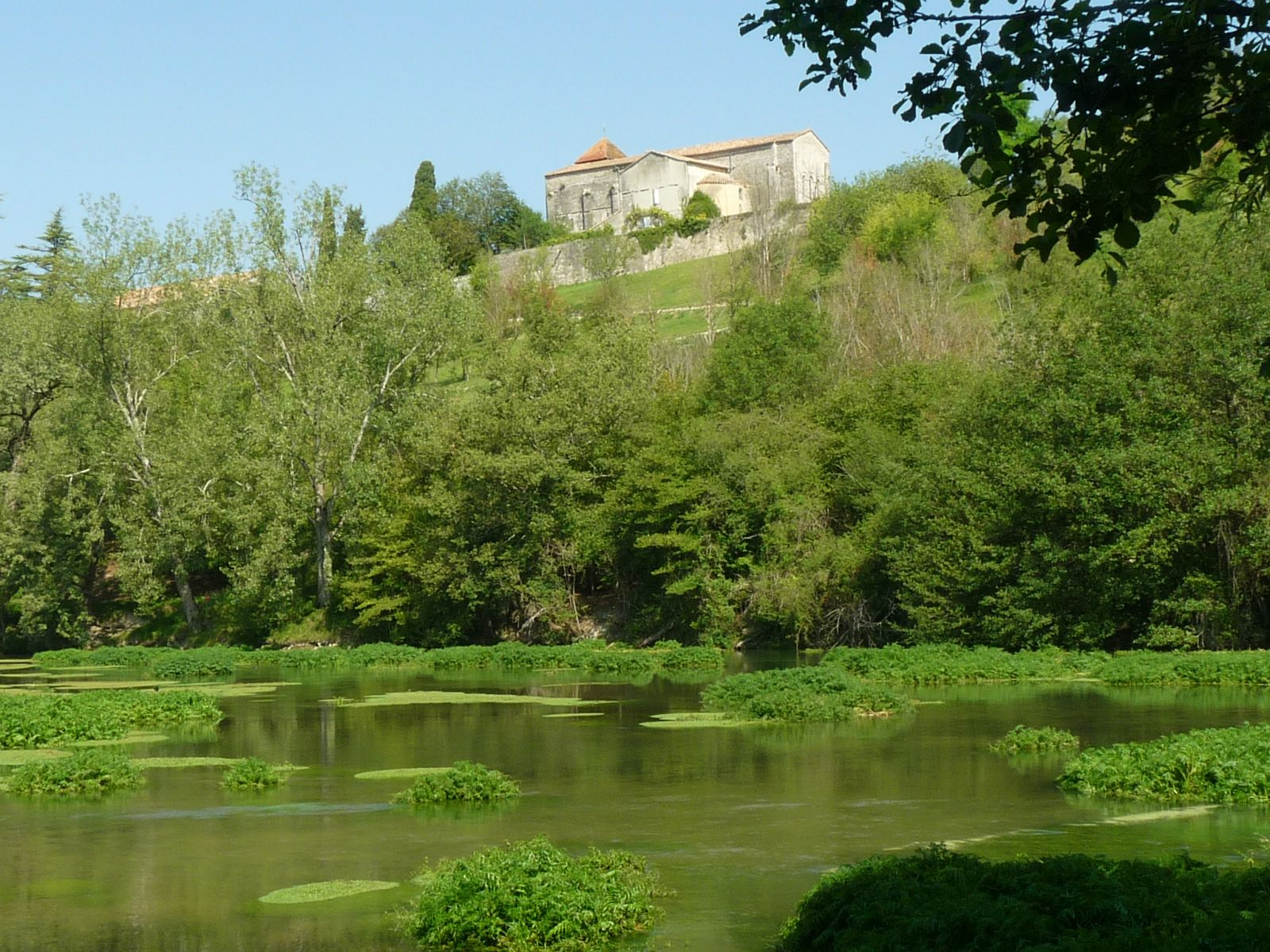
Les ruines sont dans la végétation, à droite de l'église.

Actuellement, seuls les vestiges d'une tour sont visibles. Le site (pied du château) est visitable par un sentier contournant le Dormant dans la végétation et rejoignant l'église, qui était l'ancienne chapelle castrale. Le sommet de la plateforme du château sont des terrains privés.